# 英義可汗
英義可汗（えいぎかがん、拼音：Yīngyìkĕhàn、? - 924年）は、甘州ウイグル王国の王（権知可汗）。名は仁美。後唐の荘宗より英義可汗の称号を賜った。『遼史』では烏母主可汗（オルムズ・カガン、Ormuz Qaγan）と表記。

## 生涯
後梁の乾化元年（911年）11月、甘州ウイグルは都督の周易言らを遣わして朝貢した。これにより太祖は周易言を右監門衛大将軍同正とし、石寿児と石論思を右千牛衛将軍同正とした。
後唐の同光2年（924年）4月、権知可汗の仁美は都督の李引釈迦、副使の鉄林、都監の楊福安ら66人を派遣して朝貢させ、玉と良馬9匹を献上した。これにより荘宗は司農卿の鄭績、将作少監の何延嗣に節を持たせて仁美を冊立し、英義可汗とした。その年の11月、仁美が卒去すると、弟の狄銀（テギン、Tägin）が後を継いで権知可汗（甘州王）となった。

## 参考資料
- 『旧五代史』（外国列伝二）
- 『新五代史』（四夷附録第三）
- 『宋史』（列伝第二百四十九 外国六）
- 『遼史』（本紀第二 太祖下）
- 三上次男・護雅夫・佐久間重男『人類文化史4 中国文明と内陸アジア』（講談社、1974年）
- 榎一雄『講座敦煌2 敦煌の歴史』（大東出版社、1980年、ISBN 978-4500004515）
- 山田信夫『北アジア遊牧民族史研究』（東京大学出版会、1989年、ISBN 4130260480）